# Sunny Cheema
Sunny Cheema es un cantante, actor y productor indio.

## Carrera
Su carrera como cantante empezó tras lanzar su primer álbum titulado "Kuri Nachdi Phire" en 2003, bajo el sello discográfico de "Music Company". Su segundo álbum lo lanzó en 2004 titulado "Kuri Kuari", en la que tuvo también una gran aceptación por parte de la audiencia. Más adelante debuta también como actor de cine, tras participar en su primera película titulada "Majaajan" en el 2007.

## Discografía
| Álbum                                  | Fecha de lanzamiento | Música por              |
| -------------------------------------- | -------------------- | ----------------------- |
| Kuri Nachdi Phire                      | 2003                 | Janga Kainth            |
| Kuri Kuari                             | 2004                 | various music directors |
| Dil Tenu Karda Pasand (all about love) | 2007                 | Balraj                  |
| The Dreamer                            | 2013                 | Davvy Singh T-Series    |

## Filmografía
| Año  | Película | Personaje |
| ---- | -------- | --------- |
| 2007 | Majaajan | Sunny     |